# Liste des titres musicaux numéro un au Royaume-Uni en 1993
Cette page liste les titres classés no 1 des ventes de disques au Royaume-Uni pour l'année 1993 selon The Official Charts Company.
Les classements hebdomadaires prennent en compte les ventes physiques et sont issus des 75 meilleures ventes de singles (UK Singles Chart) et des 75 meilleures ventes d'albums (UK Albums Chart). Ils sont dévoilés le dimanche.

## Classement des singles
| №  | Date         | Artiste                                      | Titre                                          | Référence |
| -- | ------------ | -------------------------------------------- | ---------------------------------------------- | --------- |
| 1  | 3 janvier    | Whitney Houston                              | I Will Always Love You                         |           |
| 2  | 10 janvier   | Whitney Houston                              | I Will Always Love You                         |           |
| 3  | 17 janvier   | Whitney Houston                              | I Will Always Love You                         |           |
| 4  | 24 janvier   | Whitney Houston                              | I Will Always Love You                         |           |
| 5  | 31 janvier   | Whitney Houston                              | I Will Always Love You                         |           |
| 6  | 7 février    | 2 Unlimited                                  | No Limit                                       |           |
| 7  | 14 février   | 2 Unlimited                                  | No Limit                                       |           |
| 8  | 21 février   | 2 Unlimited                                  | No Limit                                       |           |
| 9  | 28 février   | 2 Unlimited                                  | No Limit                                       |           |
| 10 | 7 mars       | 2 Unlimited                                  | No Limit                                       |           |
| 11 | 14 mars      | Shaggy                                       | Oh Carolina (en)                               |           |
| 12 | 21 mars      | Shaggy                                       | Oh Carolina (en)                               |           |
| 13 | 28 mars      | The Bluebells (en)                           | Young at Heart                                 |           |
| 14 | 4 avril      | The Bluebells (en)                           | Young at Heart                                 |           |
| 15 | 11 avril     | The Bluebells (en)                           | Young at Heart                                 |           |
| 16 | 18 avril     | The Bluebells (en)                           | Young at Heart                                 |           |
| 17 | 25 avril     | George Michael et Queen avec Lisa Stansfield | Five Live                                      |           |
| 18 | 2 mai        | George Michael et Queen avec Lisa Stansfield | Five Live                                      |           |
| 19 | 9 mai        | George Michael et Queen avec Lisa Stansfield | Five Live                                      |           |
| 20 | 16 mai       | Ace of Base                                  | All That She Wants                             |           |
| 21 | 23 mai       | Ace of Base                                  | All That She Wants                             |           |
| 22 | 30 mai       | Ace of Base                                  | All That She Wants                             |           |
| 23 | 6 juin       | UB 40                                        | (I Can't Help) Falling in Love with You        |           |
| 24 | 13 juin      | UB 40                                        | (I Can't Help) Falling in Love with You        |           |
| 25 | 20 juin      | Gabrielle                                    | Dreams (en)                                    |           |
| 26 | 27 juin      | Gabrielle                                    | Dreams (en)                                    |           |
| 27 | 4 juillet    | Gabrielle                                    | Dreams (en)                                    |           |
| 28 | 11 juillet   | Take That                                    | Pray                                           |           |
| 29 | 18 juillet   | Take That                                    | Pray                                           |           |
| 30 | 25 juillet   | Take That                                    | Pray                                           |           |
| 31 | 1er août     | Take That                                    | Pray                                           |           |
| 32 | 8 août       | Freddie Mercury                              | Living on My Own (No More Brothers Mix)        |           |
| 33 | 15 août      | Freddie Mercury                              | Living on My Own (No More Brothers Mix)        |           |
| 34 | 22 août      | Culture Beat                                 | Mr. Vain                                       |           |
| 35 | 29 août      | Culture Beat                                 | Mr. Vain                                       |           |
| 36 | 5 septembre  | Culture Beat                                 | Mr. Vain                                       |           |
| 37 | 12 septembre | Culture Beat                                 | Mr. Vain                                       |           |
| 38 | 19 septembre | DJ Jazzy Jeff and The Fresh Prince           | Boom! Shake the Room                           |           |
| 39 | 26 septembre | DJ Jazzy Jeff and The Fresh Prince           | Boom! Shake the Room                           |           |
| 40 | 3 octobre    | Take That feat. Lulu                         | Relight My Fire                                |           |
| 41 | 10 octobre   | Take That feat. Lulu                         | Relight My Fire                                |           |
| 42 | 17 octobre   | Meat Loaf                                    | I'd Do Anything for Love (But I Won't Do That) |           |
| 43 | 24 octobre   | Meat Loaf                                    | I'd Do Anything for Love (But I Won't Do That) |           |
| 44 | 31 octobre   | Meat Loaf                                    | I'd Do Anything for Love (But I Won't Do That) |           |
| 45 | 7 novembre   | Meat Loaf                                    | I'd Do Anything for Love (But I Won't Do That) |           |
| 46 | 14 novembre  | Meat Loaf                                    | I'd Do Anything for Love (But I Won't Do That) |           |
| 47 | 21 novembre  | Meat Loaf                                    | I'd Do Anything for Love (But I Won't Do That) |           |
| 48 | 28 novembre  | Meat Loaf                                    | I'd Do Anything for Love (But I Won't Do That) |           |
| 49 | 5 décembre   | Mr Blobby (en)                               | Mr Blobby                                      |           |
| 50 | 12 décembre  | Take That                                    | Babe                                           |           |
| 51 | 19 décembre  | Mr Blobby                                    | Mr Blobby                                      |           |
| 52 | 26 décembre  | Mr Blobby                                    | Mr Blobby                                      |           |

## Classement des albums
| №  | Date         | Artiste                    | Titre                                                    | Référence |
| -- | ------------ | -------------------------- | -------------------------------------------------------- | --------- |
| 1  | 3 janvier    | Cher                       | Greatest Hits: 1965-1992                                 |           |
| 2  | 10 janvier   | Cher                       | Greatest Hits: 1965-1992                                 |           |
| 3  | 17 janvier   | Genesis                    | The Way We Walk, Volume Two: The Longs                   |           |
| 4  | 24 janvier   | Genesis                    | The Way We Walk, Volume Two: The Longs                   |           |
| 5  | 31 janvier   | Little Angels (en)         | Jam                                                      |           |
| 6  | 7 février    | The Cult                   | Pure Cult: for Rockers, Ravers, Lovers, and Sinners (en) |           |
| 7  | 14 février   | Buddy Holly & The Crickets | Words of Love                                            |           |
| 8  | 21 février   | East 17                    | Walthamstow                                              |           |
| 9  | 28 février   | Annie Lennox               | Diva                                                     |           |
| 10 | 7 mars       | Lenny Kravitz              | Are You Gonna Go My Way                                  |           |
| 11 | 14 mars      | Lenny Kravitz              | Are You Gonna Go My Way                                  |           |
| 12 | 21 mars      | Hot Chocolate              | Their Greatest Hits                                      |           |
| 13 | 28 mars      | Depeche Mode               | Songs of Faith and Devotion                              |           |
| 14 | 4 avril      | Suede                      | Suede                                                    |           |
| 15 | 11 avril     | David Bowie                | Black Tie White Noise                                    |           |
| 16 | 18 avril     | R.E.M.                     | Automatic for the People                                 |           |
| 17 | 25 avril     | Cliff Richard              | The Album                                                |           |
| 18 | 2 mai        | R.E.M.                     | Automatic for the People                                 |           |
| 19 | 9 mai        | New Order                  | Republic                                                 |           |
| 20 | 16 mai       | R.E.M.                     | Automatic for the People                                 |           |
| 21 | 23 mai       | Janet Jackson              | janet.                                                   |           |
| 22 | 30 mai       | Janet Jackson              | janet.                                                   |           |
| 23 | 6 juin       | 2 Unlimited                | No Limits (en)                                           |           |
| 24 | 13 juin      | Tina Turner                | What's Love Got to Do with It                            |           |
| 25 | 20 juin      | Jamiroquai                 | Emergency on Planet Earth                                |           |
| 26 | 27 juin      | Jamiroquai                 | Emergency on Planet Earth                                |           |
| 27 | 4 juillet    | Jamiroquai                 | Emergency on Planet Earth                                |           |
| 28 | 11 juillet   | U2                         | Zooropa                                                  |           |
| 29 | 18 juillet   | UB 40                      | Promises and Lies                                        |           |
| 30 | 25 juillet   | UB 40                      | Promises and Lies                                        |           |
| 31 | 1er août     | UB 40                      | Promises and Lies                                        |           |
| 32 | 8 août       | UB 40                      | Promises and Lies                                        |           |
| 33 | 15 août      | UB 40                      | Promises and Lies                                        |           |
| 34 | 22 août      | UB 40                      | Promises and Lies                                        |           |
| 35 | 29 août      | UB 40                      | Promises and Lies                                        |           |
| 36 | 5 septembre  | Mariah Carey               | Music Box                                                |           |
| 37 | 12 septembre | Meat Loaf                  | Bat Out of Hell II: Back Into Hell                       |           |
| 38 | 19 septembre | Nirvana                    | In Utero                                                 |           |
| 39 | 26 septembre | Meat Loaf                  | Bat Out of Hell II: Back Into Hell                       |           |
| 40 | 3 octobre    | Pet Shop Boys              | Very                                                     |           |
| 41 | 10 octobre   | Meat Loaf                  | Bat Out of Hell II: Back Into Hell                       |           |
| 42 | 17 octobre   | Take That                  | Everything Changes                                       |           |
| 43 | 24 octobre   | Meat Loaf                  | Bat Out of Hell II: Back Into Hell                       |           |
| 44 | 31 octobre   | Meat Loaf                  | Bat Out of Hell II: Back Into Hell                       |           |
| 45 | 7 novembre   | Meat Loaf                  | Bat Out of Hell II: Back Into Hell                       |           |
| 46 | 14 novembre  | Phil Collins               | Both Sides                                               |           |
| 47 | 21 novembre  | Meat Loaf                  | Bat Out of Hell II: Back Into Hell                       |           |
| 48 | 28 novembre  | Meat Loaf                  | Bat Out of Hell II: Back Into Hell                       |           |
| 49 | 5 décembre   | Meat Loaf                  | Bat Out of Hell II: Back Into Hell                       |           |
| 50 | 12 décembre  | Meat Loaf                  | Bat Out of Hell II: Back Into Hell                       |           |
| 51 | 19 décembre  | Meat Loaf                  | Bat Out of Hell II: Back Into Hell                       |           |
| 52 | 26 décembre  | Diana Ross                 | One Woman: The Ultimate Collection                       |           |

## Meilleures ventes de l'année
I'd Do Anything for Love (But I Won't Do That) interprétée par Meat Loaf est la chanson la plus vendues de l'année avec 723 000 exemplaires écoulés. La reprise du classique d'Elvis Presley, (I Can't Help) Falling in Love with You, en version reggae par le groupe UB40, arrive deuxième avec 606 000 ventes, suivie par All That She Wants du groupe suédois Ace of Base achetée par 604 000 britanniques. No Limit du duo eurodance belgo-néerlandais 2 Unlimited est 4e avec 532 000 ventes et Dreams (en) de la chanteuse britannique Gabrielle est 5e avec 513 000 singles écoulés.
À noter que la meilleure vente de singles de l'année précédente, I Will Always Love You interprétée par Whitney Houston, figure dans le top 10.
| Singles | Albums |
| --- | --- |
| 1. Meat Loaf – I'd Do Anything for Love (But I Won't Do That) 2. UB 40 - (I Can't Help) Falling in Love with You 3. Ace of Base – All That She Wants 4. 2 Unlimited - No Limit 5. Gabrielle - Dreams 6. Mr Blobby - Mr Blobby 7. Shaggy - Oh Carolina 8. Haddaway - What Is Love 9. Culture Beat - Mr. Vain 10. Whitney Houston - I Will Always Love You | 1. Meat Loaf – Bat Out of Hell II: Back Into Hell 2. R.E.M. - Automatic for the People 3. Take That - Everything Changes 4. Dina Carroll - So Close 5. Bryan Adams - So Far So Good 6. Diana Ross - One Woman: The Ultimate Collection 7. UB 40 - Promises and Lies 8. Phil Collins - Both Sides 9. U2 - Zooropa 10. Mariah Carey - Music Box |